# Hanzhong
Hanzhong (xinès simplificat: 汉中; xinès tradicional: 漢中; lit. 'meitat del riu Han'; abreviatura: Han) és una ciutat a nivell de prefectura al sud-oest de la província de Shaanxi, a la República Popular de la Xina. Limita amb les províncies de Sichuan al sud i Gansu a l'oest.
Hanzhong es troba a la capçalera moderna del riu Han, l'afluent més gran del riu Iang-Tsé. La ciutat de Hanzhong abarca 27.246 quilòmetres quadrats i es centra al voltant del districte de Hantai. La ciutat a nivell de prefectura consta de dos districtes urbans i nou comtats rurals. Segons el cens del 2020, la seva població era de 3.211.462 habitants, dels quals 1.084.448 vivien a la zona urbanitzada (o metropolitana) formada pels districtes de Hantai i Nanzheng.

## Clima
Hanzhong té un clima temperat i humit. Es classifica com a subtropical humit (Köppen Cwa), amb hiverns frescos i humits i estius calorosos i humits. Les muntanyes Qin al nord ajuden a protegir la ciutat dels freds vents siberians a l'hivern. Per tant, l'hivern a Hanzhong és més càlid que a latituds similars a l'est de Shannan. Això malgrat l'elevació i la ubicació interior de Hanzhong.
En canvi, a causa de la seva elevació, els estius de Hanzhong són temperats, amb màximes mitjanes al juliol i agost d'uns 30 °C. La zona és molt més humida que el centre i el nord de Shaanxi. A Hanzhong, hi ha 853 mm de precipitació anualment, en comparació amb 553 mm a Xi'an, la capital provincial. La probabilitat de dies de sol al mes varia des del vint-i-sis per cent al novembre i desembre fins al cinquanta per cent a l'agost. Hanzhong rep 1.569 hores de sol cada any. La temperatura mitjana mensual oscil·la entre els 2,8 °C al gener i els 25,6 °C al juliol. La mitjana anual és de 14,67 °C.